# Domenico Cattarinich
Domenico Cattarinich, detto Mimmo (Roma, 28 giugno 1937 – Roma, 27 agosto 2017), è stato un fotografo e regista italiano.

## Biografia
Dopo un veloce apprendistato fatto di sostituzioni e brevi incarichi, nel 1961 esordisce come fotografo di scena nel film di Mario Bava Gli invasori. Quello di Bava è il primo di una lunga serie di set cinematografici frequentati da Cattarinich con regolarità fino alla metà dei Sessanta. Durante quegli anni prese a collaborare con alcune testate giornalistiche, avviando il lavoro di reporter nel mondo dello spettacolo, che con gli anni a venire diventerà sempre più importante.
Nel 1967 documentò i film di Dino Risi e Luciano Salce, e l'anno dopo venne chiamato da Federico Fellini per l'episodio Toby Dammit della pellicola Tre passi nel delirio, iniziando col regista riminese una collaborazione che proseguì anche sui set successivi (Fellini Satyricon, Roma, Amarcord, Il Casanova, I Clowns, E la nave va, Ginger e Fred, fino all'ultimo La voce della Luna).
Nel 1978 esordì alla regia con il lavoro low budget Piccole labbra, girato tra Roma e l'Austria, ed interpretato da Pierre Clémenti.
Documentò per intero o parzialmente in qualità di fotografo i film dei maggiori registi italiani dell'epoca, da Pasolini (Medea, I racconti di Canterbury, Decameron)) a Bolognini (Fatti di gente perbene, L'eredità Ferramonti), Lizzani, Ferreri, Antonioni, Bertolucci, fino a Benigni (Il mostro). Anche registi di levatura internazionale richiesero le sue prestazioni d'opera: Hugh Hudson, Paul Mazursky, John Cassavetes, Bigas Luna e Almodóvar.
Negli anni Novanta intensificò l'attività di fotografo ritrattista, scattando per le riviste più popolari italiane (Sette del Corriere della Sera, Il Venerdì di Repubblica, Max, Moda, Ciak, L'Espresso, Panorama, Class, ecc.) ed estere (Time, Life, Bildzeitung, Interview, Playboy, ad esempio) alternandosi con successo tra glamour, ritratti, reportage e pubblicità.

## Filmografia parziale

### Regia e sceneggiatura
- Piccole labbra (1978)

### Sceneggiatura
- Paradiso blu, regia di Joe D'Amato (1980)

### Fotografo di scena
- I racconti di Canterbury, regia di Pier Paolo Pasolini (1972)
- Mussolini ultimo atto, regia di Carlo Lizzani (1974)
- La supplente, regia di Guido Leoni (1975)
- Storia di Piera, regia di Marco Ferreri (1983)
- Il mostro, regia di Roberto Benigni (1994)